# الهيثم بن خارجة
أبو أحمد الهيثم بن خارجة المروذي ثم البغدادي الحافظ، (؟؟؟- ذو الحجة 227 هـ / 842م) محدث من الثقات، أصله من خراسان، وقيل مرو الروذ، عاش ببغداد وكان أتَى الشام فكتب من الشاميّين والليث بن سعد، ثمّ رجع إلى بغداد فلم يزل بها حتى مات في 22 ذي الحجة سنة 227 هـ، وكان يسمى شعبة الصغير.

## روايته للحديث
- روى عن: مالك، والليث، ويعقوب القمي، وحفص بن ميسرة، وإسماعيل بن عياش، والمعافى بن عمران، ومحمد بن أيوب بن ميسرة، ويحيى بن حمزة، وصدقة بن خالد، وخالد بن يزيد بن أبي مالك، وطائفة.[2]
- روى عنه: أحمد بن حنبل، وعباس الدوري، والبخاري في «صحيحه»، وأبو زرعة الرازي، وأبو بكر المروذي، وأبو يعلى الموصلي، وأبو بكر الصاغاني، وموسى بن إسحاق، ومحمد بن إبراهيم البوشنجي، وعبد الله بن أحمد بن حنبل، وأحمد بن الحسن الصوفي وآخرون.[2]
- الجرح والتعديل: قال أبو القاسم البغوي: رأيته وما كتبت عنه، وقال أبو حاتم الرازي: صدوق، وذكره أبو حاتم بن حبان البستي في الثقات، وأبو يعلى الخليلي: ثقة متفق عليه، وكان أحمد بن حنبل يثني عليه ويوثقه، وقال أحمد بن شعيب النسائي: ليس به بأس، وقال ابن حجر العسقلاني: صدوق، وقال الذهبي: إمام حافظ وكان يسمى شعبة الصغير، وقال عبد الله بن أحمد بن حنبل: كان أبي إذا رضى عن إنسان وكان عنده ثقة حدث عنه وهو حي فحدثنا عن الحكم بن موسى وهو حيي وعن هيثم بن خارجة وأبي الأحوص وخلف وشجاع وهم أحياء. وقال يحيى بن معين: ثقة.[3]